# بيترو فونتانا
بيترو فونتانا (بالإيطالية: Simone Fontana)‏ هو متزلج جماعي إيطالي، ولد في 7 مايو 1991 في بيفي دي كادور في إيطاليا.

## وصلات خارجية
- بيترو فونتانا على موقع IBSF (الإنجليزية)
- بيترو فونتانا على موقع اللجنة الأولمبية الدولية (الإنجليزية)
- بيترو فونتانا على موقع أوليمبيديا (الإنجليزية)